# ان‌جی‌سی ۴۶۱۸
ان‌جی‌سی ۴۶۱۸(به انگلیسی: NGC 4618) یک کهکشان کوتوله در صورت فلکی تازی‌ها است.
برخلاف دیگر کهکشان‌های مارپیچی این کهکشان تنها یک بازو دارد که به آن ساختار نامتقارن می‌دهد.